# Uitgeest
Uitgeest este o comună și o localitate în provincia Olanda de Nord, Țările de Jos. 

## Localități componente
Assum, Busch en Dam, Groot Dorregeest, Uitgeest.